# 내 마음의 한 노래
《내 마음의 한 노래》는 대한민국의 방송국 기독교방송의 라디오 채널 CBS 표준FM에서 일 오전 11시 45분 ~ 오후 1시에 방송됐던 라디오 프로그램이다. CCM과 찬송가 전문 프로그램이다.
2004년 10월 가을개편 때 신설되었으며 박재홍 아나운서를 시작으로 최정원, 유지수, 김덕기, 최정원 아나운서가 진행하였다.
2015년 CBS 가을개편 후부터 이 시간에 신설 프로그램이 편성됨에 따라 폐지되었다.

## 역대 진행자
- 박재홍 아나운서
- 유지수 아나운서
- 김덕기 아나운서
- 최정원 아나운서

## 일부지역 자체방송
내 마음의 한노래는 CBS와 전국에서는 1부부터 3부까지 방송되고 2,3부 방송시간에는 대구,경남 CBS에서 제작한 자체방송이 송출된다.
2,3부가 방송되지 않는 대구(포항을 비롯한 경북 동해안 제외),경남에서는 일반 라디오로 들을 수 없으나 인터넷 라디오 'CBS 레인보우'를 통해서 청취할 수 있다.

## 같이 보기
- CBS 표준FM